# Beatriz Souza

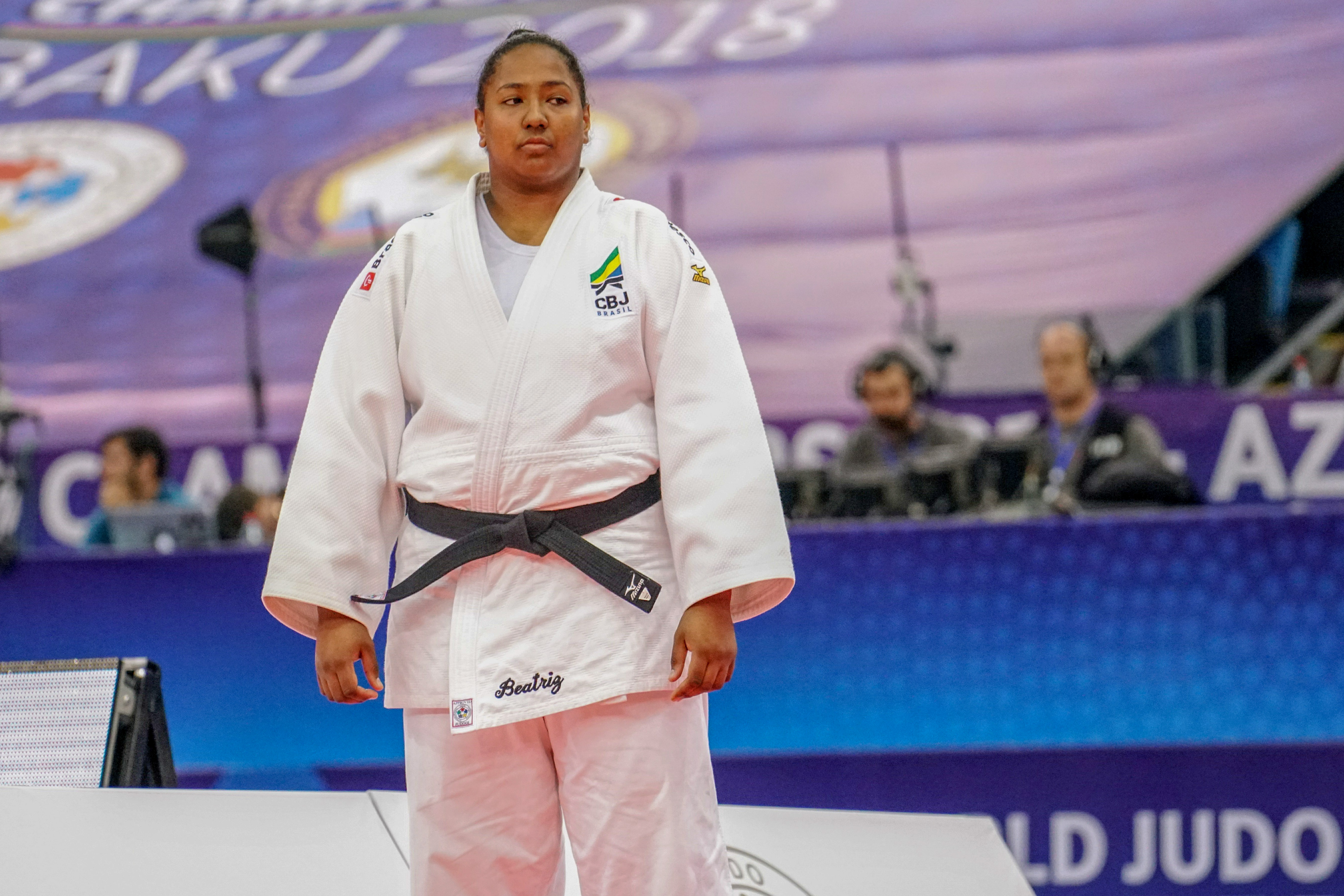
Beatriz Souza, 2018

Beatriz Souza (* 20. Mai 1998 in Peruíbe) ist eine brasilianische Judoka. Die Olympiasiegerin von 2024 war 2021 und 2023 Weltmeisterschaftsdritte sowie 2022 Weltmeisterschaftszweite im Schwergewicht.

## Sportliche Karriere
Souza war 2015 Dritte der Kadettenweltmeisterschaften. 2017 gewann sie die Panamerikanischen Meisterschaften. Im gleichen Jahr war sie Dritte der Juniorenweltmeisterschaften. 2018 war sie Zweite der Panamerikanischen Meisterschaften hinter der Kubanerin Idalys Ortíz. Ebenfalls Zweite war sie bei den Juniorenweltmeisterschaften. 2019 gewann sie sowohl bei den Panamerikanischen Meisterschaften als auch bei den Panamerikanischen Spielen in Lima eine Bronzemedaille. Bei den Weltmeisterschaften in Tokio unterlag sie im Viertelfinale Idalys Ortiz. Nach einem Sieg in der Hoffnungsrunde gegen İrina Kindzerskaya aus Aserbaidschan verlor sie den Kampf um Bronze gegen die Türkin Kayra Sayit. Beim Grand Slam in Brasília siegte Souza 2019 im Finale gegen ihre Landsfrau Maria Suelen Altheman. Zwei Wochen später gewann Souza eine Bronzemedaille bei den Militärweltspielen.
Nach der Kampfpause wegen der COVID-19-Pandemie trafen Altheman und Souza im November 2020 im Finale der Panamerikanischen Meisterschaften aufeinander und die zehn Jahre ältere Altheman gewann. Im April 2021 siegte Souza in Abwesenheit von Altheman. Im Juni 2021 bei den Weltmeisterschaften in Budapest bezwang Souza im Viertelfinale die Tunesierin Nihel Cheikh Rouhou. Nach ihrer Halbfinalniederlage gegen die Japanerin Wakaba Tomita bezwang Souza im Kampf um Bronze die Französin Julia Tolofua. Im Oktober 2021 wurde Souza hinter Tolofua Zweite der Militärweltmeisterschaften. Einen Monat später gewann sie den Grand Slam in Abu Dhabi. 2022 erreichte sie das Finale bei den Weltmeisterschaften in Taschkent und erhielt die Silbermedaille hinter der Französin Romane Dicko. Bei den Weltmeisterschaften 2023 in Doha unterlag Souza im Viertelfinale der Französin Julia Tolofua. Nach zwei Siegen in der Hoffnungsrunde erhielt Souza eine Bronzemedaille. 2024 bei den Olympischen Spielen in Paris bezwang Souza im Halbfinale die Französin Romane Dicko und im Finale die Israelin Raz Hershko. Damit gewann sie die einzige Goldmedaille für das brasilianische Judoteam in Paris. Im Mannschaftswettbewerb erkämpfte sie mit der brasilianischen Mannschaft die Bronzemedaille.